# Polacanthus
Genre
Espèces de rang inférieur
- † Polacanthus foxii Fox, 1866 (espèce type)
- † Polacanthus rudgwickensis Blows, 1996

Synonymes
- Euacanthus Owen, 1897
- Vectensia Delair, 1982

Polacanthus est un genre éteint de dinosaures ornithischiens herbivores de l'infra-ordre des ankylosauriens et de la famille des nodosauridés. C'est un des plus anciens ankylosauriens. Il vivait durant le Crétacé inférieur, il y a environ de 132 à 112 millions d'années dans ce qui est maintenant l'Europe occidentale. 

## Étymologie
Son nom est composé de deux mots du grec ancien, πολύ (poly = nombreux) et άκανθα (acantha = épine).

## Inventaire des fossiles

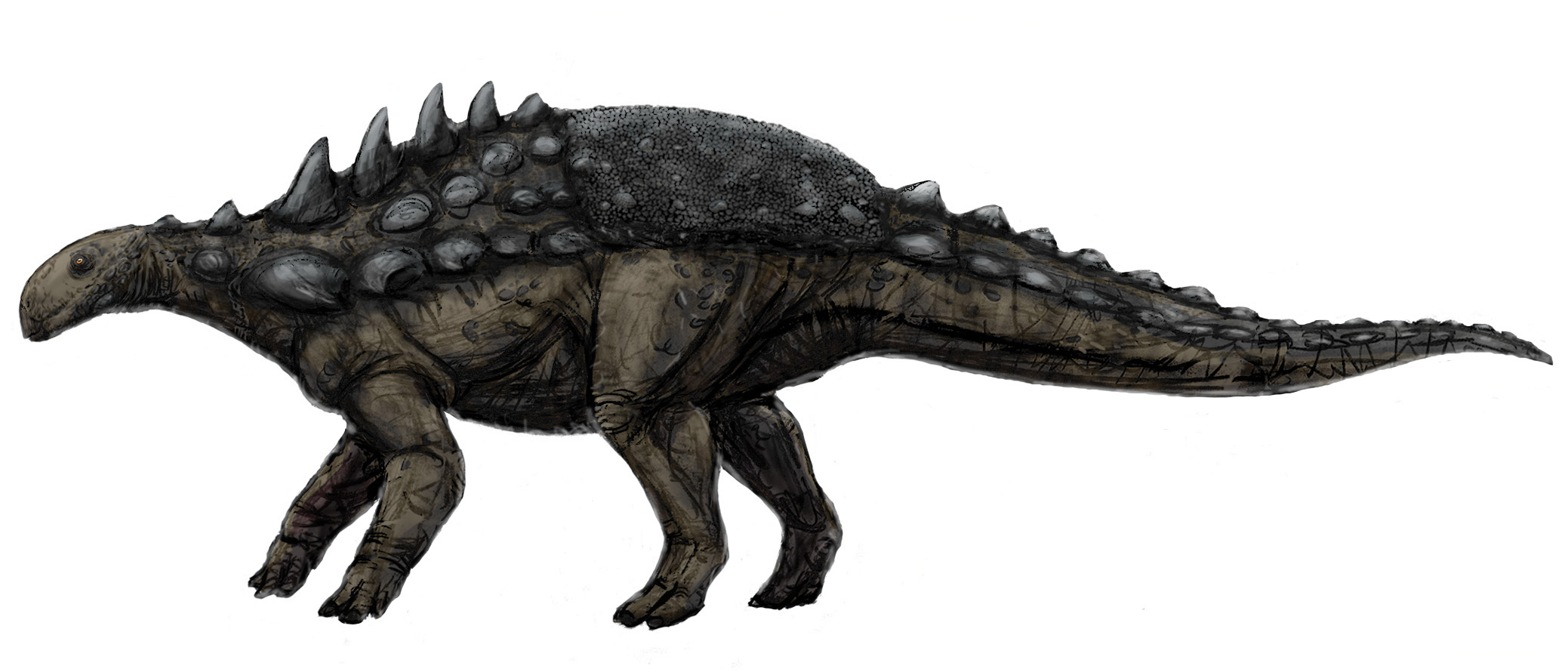
Ancienne reconstitution, obsolète, de Polacanthus foxii.

- 1er spécimen trouvé : os des membres postérieurs et quelques plaques et épines de son armure ;
- depuis, d'autres fossiles ont été mis au jour.

Deux espèces sont connues : Polacanthus foxii Fox, 1866 (espèce type) et Polacanthus rudgwickensis Blows, 1996.

## Description
Il a été découvert en 1865 en Angleterre par un collectionneur amateur, le révérend William Fox.

### Taille
En 2010, Gregory S. Paul se base sur la longueur du fémur de l'holotype, 55,5 centimètres, pour estimer la longueur totale de l’animal à 5 mètres et sa masse à 2 tonnes. En tenant compte du fait que les pattes de Polacanthus sont proportionnellement plus longues que celles des autres ankylosauriens, Thomas Holtz en 2011 estime sa longueur à 4 mètres.

### Corps
Comme Ankylosaurus, Polacanthus était un quadrupède couvert de plaques osseuses dermiques dont certaines portaient des piquants ou épines. Des nodules osseux renforçaient sa peau. Deux rangées d'épines hérissaient son dos et deux rangées de plaques triangulaires ornaient sa queue.
- Époque : Crétacé inférieur
- Taille : 4 mètres de long, environ 1 tonne
- Répartition : Europe
- Régime alimentaire : herbivore

## Classification
Polacanthus est rattaché à la famille des Nodosauridae et à la sous-famille des Polacanthinae à laquelle il a donné son nom, cette dernière est parfois considérée comme une famille à part entière (Polacanthidae).